# Cheumatopsyche infascia
Cheumatopsyche infascia is een schietmot uit de familie Hydropsychidae. De soort komt voor in het Palearctisch gebied.